# 松塚站
松塚站（日语：／ Matsuzuka eki */?）是位於奈良縣大和高田市松塚，近畿日本鐵道（近鐵）的大阪線車站。車站編號為「D26」。

## 歷史
- 1925年（大正14年）3月21日 - 大阪電氣軌道八木線高田站（現時為大和高田站）至八木站（現時為八木西口站）之間開通，此站啟用[2]。
- 1941年（昭和16年）3月15日 - 大阪電氣軌道與参宮急行電鐵合併，關西急行鐵道成立[2]。
- 1944年（昭和19年）6月1日 - 關西急行鐵道與南海鐵道（為南海電氣鐵道的前身）合併，成為近畿日本鐵道的車站[2]。
- 2007年（平成19年）4月1日 - 車站可以使用PiTaPa[3]。
- 2014年（平成26年）12月21日 - 整日成為無人車站。

## 車站構造
車站為地面車站，建設在路堤之上，設有2面2線的相對式月台。車站大堂和唯一閘口位於1號月台近大和八木一方。月台可容納6卡車廂。車站沒有候車室。
曾經此站鄰近奈良縣立高田東高等學校，並設有專用閘口以供師生使用。該校在2005年（平成17年）與縣立廣陵高校合併，並遷移至奈良縣立大和廣陵高等學校，現時專用閘口已經無人使用。
此站是由大和高田站管理的無人車站。設有可使用PiTaPa、ICOCA的自動閘機和自動補票機（可支援回數卡及IC卡，以及IC卡增值功能）。

### 月台
| 月台 | 路線   | 上下行 | 方向                                                     |
| ---- | ------ | ------ | -------------------------------------------------------- |
| 1    | 大阪線 | 下行   | 大和八木、榛原、名張、伊勢志摩、名古屋方向               |
| 2    | 大阪線 | 上行   | 大和高田、布施、大阪上本町、大阪難波、尼崎、神戶三宮方向 |

## 使用狀況
以下為近年度指定日期調查上下車人次列表。
- 2018年11月13日：1,362人
- 2015年11月10日：1,299人
- 2012年11月13日：1,298人
- 2010年11月9日：1,212人
- 2008年11月18日：1,288人
- 2005年11月8日：1,624人

以下為近年1日平均乘車人次列表。
| 年度               | 1日平均 乘車人次 |
| ------------------ | ---------------- |
| 1995年（平成7年）  | 1,142            |
| 1996年（平成8年）  | 1,061            |
| 1997年（平成9年）  | 951              |
| 1998年（平成10年） | 893              |
| 1999年（平成11年） | 875              |
| 2000年（平成12年） | 843              |
| 2001年（平成13年） | 858              |
| 2002年（平成14年） | 827              |
| 2003年（平成15年） | 795              |
| 2004年（平成16年） | 786              |
| 2005年（平成17年） | 714              |
| 2006年（平成18年） | 683              |
| 2007年（平成19年） | 628              |
| 2008年（平成20年） | 602              |
| 2009年（平成21年） | 546              |
| 2010年（平成22年） | 562              |
| 2011年（平成23年） | 584              |
| 2012年（平成24年） | 616              |
| 2013年（平成25年） | 638              |
| 2014年（平成26年） | 620              |
| 2015年（平成27年） | 607              |
| 2016年（平成28年） | 615              |
| 2017年（平成29年） | 624              |

## 車站周邊
- 大和高田松塚簡易郵局
- 中和幹線（日语：中和幹線）
- 曾我川（日语：曽我川）
- 葛城川（日语：葛城川）

## 相鄰車站
近畿日本鐵道
 大阪線
■快速急行、■急行
通過
■準急、■區間準急、■普通
大和高田（D25）－松塚（D26）－真菅（D27）

## 註腳
1. ↑  山本和良(2015年3月13日). “なつかしの鉄道展:近鉄駅・開業90周年 SL写真やジオラマ300点 あす、あさって−−大和高田”. 毎日新聞 (毎日新聞社)
2. 1 2 3  曾根悟（監修）. . 朝日百科週刊. 2號 近畿日本鐵道 1. 朝日新聞出版. 2010-08-22: 18–23. ISBN 978-4-02-340132-7 （日语）.
3. ↑   (pdf) (新闻稿). 近畿日本鐵道. 2007-01-30  [2016-03-09]. （原始内容存档 (PDF)于2016-08-07） （日语）.
4. ↑  駅別乗降人員 大阪線 （页面存档备份，存于）（日語） - 近畿日本鐵道
5. ↑  奈良縣統計年鑑 （页面存档备份，存于）（日語）

## 外部連結
- 松塚 - 近畿日本鐵道（日語）